# Josef Elstner
Josef Elstner (* 19. März 1915 in Neundorf bei Reichenberg; † 11. November 1980) war ein Wirtschaftsfunktionär und Diplomat der DDR. Er war Handelsrat in der SFR Jugoslawien.

## Leben
Elstner wurde 1945 Mitglied der Kommunistischen Partei Deutschlands (KPD) und 1946 der Sozialistischen Einheitspartei Deutschlands (SED). Von 1952 bis 1962 arbeitete Elstner als Gruppen- bzw. als Abteilungsleiter im Ministerium der Finanzen der DDR. Er qualifizierte sich zum Diplom-Ökonomen. Von 1962 bis 1965 fungierte er als stellvertretender Generaldirektor, ab 1965 als Generaldirektor des DDR-Außenhandelsunternehmens Bergbau-Handel GmbH und war Vorsitzender der Gesellschaft für den Handel mit West-Berlin. Ab Januar 1973 wirkte Elstner im Rang eines Handelsrates als Leiter der Handelspolitischen Abteilung bei der Botschaft der DDR in Belgrad (Nachfolger von Georg Kulessa).
Elstner starb im Alter von 65 Jahren an den Folgen eines Verkehrsunfalls.

## Schriften (Auswahl)
- Zum Beschluß des Ministerrates über die Grundsätze der Preispolitik. In: Deutsche Finanzwirtschaft, Jg. 7 (1953), S. 514f.
- Über die Durchführung der Preispolitik und Preisbildung. In: Deutsche Finanzwirtschaft, Heft 14 (1957). S. 641–645.

## Auszeichnungen
- Vaterländischer Verdienstorden in Bronze (1971) und in Silber (1980)